# Trójkąt sferyczny

Trójkąt sferyczny ABC

Trójkąt sferyczny – część sfery ograniczona przez łamaną zamkniętą bez samoprzecięć złożoną z trzech łuków okręgów wielkich. Równoważnie, trójkąt sferyczny można zdefiniować jako część wspólną sfery i pewnego kąta trójściennego o wierzchołku w środku sfery.
Jeśli każdy łuk i każdy kąt wewnętrzny utworzonego trójkąta sferycznego ma miarę mniejszą od 180°, to taki trójkąt jest określany jako trójkąt eulerowski. Równoważnie, trójkąt eulerowski można zdefiniować jako część wspólną sfery i pewnego wypukłego kąta trójściennego o wierzchołku w środku sfery. Trójkąty eulerowskie są to te trójkąty sferyczne, które w całości mieszczą się w pewnej otwartej półsferze.

## Wierzchołki trójkąta sferycznego
Na płaszczyźnie euklidesowej każde trzy niewspółliniowe punkty wyznaczają łamaną zamkniętą (bez samoprzecięć). Z kolei łamana ta jest ograniczeniem pewnego trójkąta. Inaczej mówiąc, każdy trójkąt jest jednoznacznie wyznaczony przez trzy niewspółliniowe punkty na płaszczyźnie euklidesowej.
Na sferze dowolne trzy punkty nie leżące na jednym okręgu wielkim wyznaczają 8 różnych łamanych. Wynika to stąd, że każda para punktów może być połączona na dwa sposoby: łukiem krótszym (geodezyjną) i dopełnieniem tego łuku do okręgu wielkiego.
W efekcie mogą powstać:
- 4 łamane bez samoprzecięć,
- 3 łamane z jednym samoprzecięciem,
- 1 łamana z trzema samoprzecięciami.

Każda z czterech pierwszych łamanych rozcina sferę na dwie części, będące trójkątami sferycznymi. Z tych 8 trójkątów sferycznych 1 jest eulerowski.

## Boki trójkąta sferycznego
Na płaszczyźnie euklidesowej każde trzy niewspółpękowe proste, z których żadne dwie nie są równoległe dzielą płaszczyznę na 7 części. Dokładnie jedna z nich jest ograniczona i jest pewnym trójkątem. Inaczej mówiąc, każdy trójkąt jest jednoznacznie wyznaczony przez trzy niewspółpękowe proste, z których każde dwie są nierównoległe.
Na sferze dowolne trzy okręgi wielkie parami różne, i których płaszczyzny nie są współpękowe, dzielą tę sferę na o 8 różnych części (dwa punkty na sferze należą do tej samej części, jeśli nie są rozdzielone przez żadne z trzech okręgów wielkich). Każda z tych części jest trójkątem sferycznym – nazwijmy je trójkątami elementarnymi. Inne trójkąty sferyczne można utworzyć jako sumy mnogościowe niektórych z tych 8 trójkątów elementarnych.
W efekcie mogą powstać następujące trójkąty sferyczne:
- 8 trójkątów elementarnych,
- 24 trójkąty, z których każdy jest sumą 3 trójkątów elementarnych mieszczących się w pewnej półsferze,
- 24 trójkąty, z których każdy jest sumą 5 trójkątów elementarnych, wśród których pewne 4 wypełniają pewną półsferę,
- 8 trójkątów, z których każdy jest sumą 7 trójkątów elementarnych.

Każdy 8 trójkątów elementarnych jest trójkątem eulerowkim i są to jedyne z wyżej wyliczonych 64 trójkątów sferycznych.

## Oznaczenia
Symbole obowiązujące w poniższych wzorach:
- A, B, C – kąty przy kolejnych wierzchołkach,
- a, b, c – boki (łuki wyrażone w mierze swoich kątów środkowych) leżące naprzeciwko wierzchołków odpowiednio A, B, C.

## Niektóre właściwości trójkątów eulerowskich
W poniższych wzorach miary długości i kątów są podane w radianach:
- obwód jest mniejszy niż obwód koła wielkiego:   {\displaystyle 0<a+b+c<2\pi }
- suma długości dwóch boków jest większa od długości trzeciego boku, np.   {\displaystyle a+b>c}
- suma kątów wewnętrznych mieści się między {\displaystyle \pi } i {\displaystyle 3\pi {:}}   {\displaystyle \pi <A+B+C<3\pi }[2]
- suma dwóch kątów jest mniejsza od sumy kąta trzeciego i półpełnego, np.   {\displaystyle A+B<C+\pi }
- naprzeciw większego boku leży większy kąt i odwrotnie – naprzeciw większego kąta leży większy bok, np.   {\displaystyle a>b\Leftrightarrow A>B}
Stąd w szczególności: naprzeciw równych boków leżą równe kąty i odwrotnie,
- suma dwóch boków pomniejszona o {\displaystyle \pi } ma taki sam znak jak suma przeciwległych kątów pomniejszona o {\displaystyle \pi ,} np.
{\displaystyle \operatorname {sgn}(a+b-\pi )=\operatorname {sgn}(A+B-\pi )}
Stąd w szczególności: {\displaystyle a+b=\pi \ \Leftrightarrow \ A+B=\pi }

Nadmiarem (ekscesem) sferycznym nazywamy nadwyżkę sumy kątów trójkąta sferycznego ponad π (tj. 180°) i oznaczamy ją grecką literą ε:
ε = A + B + C − π
Z powyższych własności wynika, że
0 < ε < 2π
Między powierzchnią S trójkąta sferycznego i jego ekscesem istnieje zależność:
S = R2·ε
Stąd pole powierzchni trójkąta eulerowskiego spełnia
0 < S < 2πR²
```
(2πR² jest połową pola sfery, gdzie R jest promieniem sfery).
```

## Wzory do rozwiązywania trójkątów sferycznych
Wzory sinusowe
- {\displaystyle {\frac {\sin a}{\sin A}}={\frac {\sin b}{\sin B}}={\frac {\sin c}{\sin C}}}

| Wzory cosinusowe dla boków (wzory al-Battaniego) - {\displaystyle \cos a=\cos b\cdot \cos c+\sin b\cdot \sin c\cdot \cos A} - {\displaystyle \cos b=\cos a\cdot \cos c+\sin a\cdot \sin c\cdot \cos B} - {\displaystyle \cos c=\cos a\cdot \cos b+\sin a\cdot \sin b\cdot \cos C} | Wzory cosinusowe dla kątów - {\displaystyle \cos A=-\cos B\cdot \cos C+\sin B\cdot \sin C\cdot \cos a} - {\displaystyle \cos B=-\cos A\cdot \cos C+\sin A\cdot \sin C\cdot \cos b} - {\displaystyle \cos C=-\cos A\cdot \cos B+\sin A\cdot \sin B\cdot \cos c} |
| Wzory sinusowo-cosinusowe dla boków - {\displaystyle \sin a\cdot \cos B=\cos b\cdot \sin c-\sin b\cdot \cos c\cdot \cos A} - {\displaystyle \sin b\cdot \cos C=\cos c\cdot \sin a-\sin c\cdot \cos a\cdot \cos B} - {\displaystyle \sin c\cdot \cos A=\cos a\cdot \sin b-\sin a\cdot \cos b\cdot \cos C} - {\displaystyle \sin a\cdot \cos C=\cos c\cdot \sin b-\sin c\cdot \cos b\cdot \cos A} - {\displaystyle \sin b\cdot \cos A=\cos a\cdot \sin c-\sin a\cdot \cos c\cdot \cos B} - {\displaystyle \sin c\cdot \cos B=\cos b\cdot \sin a-\sin b\cdot \cos a\cdot \cos C} | Wzory sinusowo-cosinusowe dla kątów - {\displaystyle \sin A\cdot \cos b=\cos B\cdot \sin C+\sin B\cdot \cos C\cdot \cos a} - {\displaystyle \sin A\cdot \cos c=\cos C\cdot \sin B+\sin C\cdot \cos B\cdot \cos a} - {\displaystyle \sin B\cdot \cos a=\cos A\cdot \sin C+\sin A\cdot \cos C\cdot \cos b} - {\displaystyle \sin B\cdot \cos c=\cos C\cdot \sin A+\sin C\cdot \cos A\cdot \cos b} - {\displaystyle \sin C\cdot \cos a=\cos A\cdot \sin B+\sin A\cdot \cos B\cdot \cos c} - {\displaystyle \sin C\cdot \cos b=\cos B\cdot \sin A+\sin B\cdot \cos A\cdot \cos c} |
| Wzory Nepera I - {\displaystyle {\frac {\sin {\frac {A-B}{2}}}{\sin {\frac {A+B}{2}}}}={\frac {\operatorname {tg} {\frac {a-b}{2}}}{\operatorname {tg} {\frac {c}{2}}}}} - {\displaystyle {\frac {\cos {\frac {A-B}{2}}}{\cos {\frac {A+B}{2}}}}={\frac {\operatorname {tg} {\frac {a+b}{2}}}{\operatorname {tg} {\frac {c}{2}}}}} | Wzory Nepera II - {\displaystyle {\frac {\sin {\frac {a-b}{2}}}{\sin {\frac {a+b}{2}}}}={\frac {\operatorname {tg} {\frac {A-B}{2}}}{\operatorname {ctg} {\frac {C}{2}}}}} - {\displaystyle {\frac {\cos {\frac {a-b}{2}}}{\cos {\frac {a+b}{2}}}}={\frac {\operatorname {tg} {\frac {A+B}{2}}}{\operatorname {ctg} {\frac {C}{2}}}}} |
| Wzór na połowę kąta - {\displaystyle \operatorname {tg} {\frac {A}{2}}={\sqrt {\frac {\sin(s-b)\sin(s-c)}{\sin s\sin(s-a)}}}} gdzie {\displaystyle s={\frac {a+b+c}{2}}} | Wzór na połowę boku - {\displaystyle \operatorname {tg} {\frac {a}{2}}={\sqrt {\frac {\sin(S-B)\sin(S-C)}{\sin S\sin(S-A)}}}} gdzie {\displaystyle S={\frac {A+B+C}{2}}} |

Wzory tangensów
- {\displaystyle {\frac {\operatorname {tg} {\frac {a-b}{2}}}{\operatorname {tg} {\frac {a+b}{2}}}}={\frac {\operatorname {tg} {\frac {A-B}{2}}}{\operatorname {tg} {\frac {A+B}{2}}}},\ \ \ \ {\frac {\operatorname {tg} {\frac {a-c}{2}}}{\operatorname {tg} {\frac {a+c}{2}}}}={\frac {\operatorname {tg} {\frac {A-C}{2}}}{\operatorname {tg} {\frac {A+C}{2}}}},\ \ \ \ {\frac {\operatorname {tg} {\frac {b-c}{2}}}{\operatorname {tg} {\frac {b+c}{2}}}}={\frac {\operatorname {tg} {\frac {B-C}{2}}}{\operatorname {tg} {\frac {B+C}{2}}}},}

## Trójkąty sferyczne w geodezji wyższej
Pomiary geodezyjne są wykonywane w terenie na fizycznej nieregularnej powierzchni Ziemi. Powierzchnię całego globu najlepiej reprezentuje geoida, która nie daje się ściśle ująć w formuły matematyczne, dlatego jako powierzchnię odniesienia służącą do wykonywania obliczeń matematycznych, przyjmuje się elipsoidę obrotową. Przyjmuje się, że pomiary wykonane na Ziemi fizycznej zostały na elipsoidę odniesienia rachunkowo zredukowane, są to przede wszystkim pomiary w sieciach triangulacyjnych, które w terenie przedstawiają sieć punktów, tworzących trójkąty o bokach długości 20–50 km. Z kolei rzuty tych punktów na elipsoidę odniesienia tworzą na niej sieć trójkątów elipsoidalnych, których boki są tzw. liniami geodezyjnymi (ortodromami), kąty zaś są kątami elipsoidalnymi. W tych trójkątach pewne elementy są znane na podstawie pomiarów, inne musimy obliczyć. Jeżeli boki trójkątów triangulacyjnych są małe w stosunku do promieni krzywizny elipsoidy, to zadanie rozwiązywania trójkątów elipsoidalnych sprowadza się do rozwiązania trójkątów sferycznych na kuli o odpowiednio dobranym promieniu. Wiąże się to również z dokładności jaką chcemy uzyskać.